# Pensamiento paralelo
Pensamiento paralelo es un término acuñado e implementado por Edward de Bono. Es descrito como una alternativa constructiva de “pensamiento contradictorio”, el debate y en general el enfoque de GG3 (Greek gang of three) ha sido conocido para abogar. En general pensamiento paralelo es un perfeccionamiento de los procesos de pensamiento lateral ya conocidos, centrándose incluso más en exploraciones- en búsqueda de lo que puede ser más que para lo que es.

## Definición
Es definido como un proceso de pensamiento donde concentrarse en donde el enfoque se divide en direcciones específicas.
Cuando es aplicado en un grupo, definitivamente evita las consecuencias de la postura de confrontación (tal como se usa en los tribunales).En un debate contradictorio, el objetivo es probar o descartar declaraciones formuladas por las partes (normalmente dos). Esto también es conocido como un enfoque dialéctico. En el pensamiento paralelo los practicantes establecen tantas declaraciones como sea posible (preferiblemente más que dos). Esto guía la exploración de un tema en el que todos los participantes pueden contribuir, en paralelo, con conocimiento, hechos, sentimientos, etc.
Algo crucial al método es que el proceso debe ser llevado a cabo de manera disciplinada, y que todos los participantes participen y contribuyan en paralelo. Así cada participante debe pegarse a la pista específica.

## Aplicación
Six Thinking Hats